# デイヴィッド・ミッチェル
デイヴィッド・ミッチェル（David Mitchell、1969年1月12日 - ）は、イギリスのベストセラー作家。デヴィッド・ミッチェルとも表記される。
英国イングランドのサウスポート出身、マルヴァーン育ち。アイルランド南部のコーク県在住。日本語も堪能で、日本を舞台にした作品も多い。妻ヨシダ・ケイコは日本人で二人の子供がいる。

## 経歴
ケント大学に通い、イギリス文学やアメリカ文学を学び、比較文学で修士号を取得。
1年間イタリアのシチリアで暮らし、その後日本の広島市に移った。そこで彼は英語講師として8年間暮らし、その後沖縄県やモンゴルでも生活した。その経験が作家デビュー作『Ghostwritten』で生かされている。『ナンバー9ドリーム』は2001年のブッカー賞の最終候補作に残った。2004年『クラウド・アトラス』もブッカー賞の最終候補作に残り、2012年には米国で映画化された。
吃音症を抱えており、2006年に発表された半自伝的小説"Black Swan Green"には、その体験が生かされている。本書は、吃音症を抱える13歳の少年Jason Taylorが田舎で暮らす1年間の生活を描いた作品である。『出島の千の秋』は、鎖国時代の長崎出島を舞台にした小説。18世紀末オランダ東インド会社の解散を背景に、オランダ人青年ヤコブ・デ・ゾートの活躍を描く。
子供の一人は自閉症で,子供の心が理解できずに悩んでいたミッチェルが偶然見つけた東田直樹の『自閉症の僕が跳びはねる理由』だった。東田が13歳の時に執筆したこの本は自閉症児の内面を明快な言葉で表現したもので、妻とともに英訳することを決意、イギリスで出版されてベストセラーとなった。2014年8月にNHKで放送された「君が僕の息子について教えてくれたこと」では、本書が世界20カ国以上で翻訳されベストセラーになっていることが紹介され、日本を訪れたミッチェルが東田と面会する様子が描かれた。
2015年、長編『ボーン・クロックス』で世界幻想文学大賞を受賞。

## 主な執筆作品
- Ghostwritten (1999)
- 『ナンバー9ドリーム』（number9dream (2001)、高吉一郎訳、新潮社、新潮クレスト・ブックス） 2007
- 『クラウド・アトラス』（Cloud Atlas (2004)、中川千帆訳、河出書房新社） 2013
- Black Swan Green (2006)
- 『出島の千の秋』（The Thousand Autumns of Jacob de Zoet (2010)、土屋政雄訳、河出書房新社） 2015
- 『ボーン・クロックス』（The Bone Clocks (2014)、北川依子訳、早川書房） 2020

## リブレット
- 2010年 "Wake" opera in 4 acts (初演５月) by 作曲　Klaas de Vries
- 2013年 "Sunken Garden"（初演４月１２日、バービカン・センター,　制作 イングリッシュ・ナショナル・オペラ ）

## 翻訳
- The Reason I Jump: One Boy's Voice from the Silence of Autism:（原題：自閉症の僕が跳びはねる理由）東田直樹著